# Estadio Andrés Quintana Roo
 (mai 2025).
L'Estadio Andrés Quintana Roo est un stade de football de 20 000 sièges situé à Cancún, dans l'État de Quintana Roo au Mexique.
Il est nommé en l'honneur de l'homme d'État Andrés Quintana Roo.
C'est le nouveau domicile du club du CF Atlante de la première division mexicaine, construit expressément pour accueillir le club lors de son déménagement en provenance de Mexico.

## Histoire
Le stade a été inauguré le 11 août 2007 par un match contre le Pumas UNAM.
Dès le tournoi d'Apertura 2007, l'Atlante a remporté dans ce stade son troisième titre de la ligue en battant le Pumas UNAM, le 9 décembre 2007.